# Rétrécissement
Le rétrécissement est le processus par lequel un tissu diminue de taille, soit par lavage, soit par un procédé d'apprêtage, comme le sanforisage.

## Causes
La laine, et les poils de fourrure des animaux en général, sont constitués d'écailles. Pendant le lavage, l'eau chaude les fait ressortir et, à la suite du frottement des fibres les unes contre les autres pendant le lavage, elles se lient entre elles et les fibres finissent par adhérer les unes aux autres. Le tissu devient alors de plus en plus épais et de plus en plus petit. Il s'agit du même procédé que celui utilisé pour réaliser le feutre.
Pour les autres types de tissus comme le coton, le rétrécissement est dû au relâchement des tensions créées pendant le tissage, lorsque les fils sont étirés sur le métier à tisser. Au XXIe siècle, la plupart des tissus sont pré-rétrécis, notamment par sanforisage.